# Tahitiska
Tahitiska (eget namn Reo Tahiti) är ett polynesiskt språk som talas i Franska Polynesien. Dess närmaste släktspråk är bl.a. maori och hawaiiska. Språkmyndigheten är den lokala akademin Académie tahitienne. Språket skrivs med latinska alfabetet. Bibeln översattes i sin helhet till tahitiska år 1838.
Tahitiska anses vara stabilt, och språket har inga kända dialekter.

## Antal talare och status
Språket har cirka 125 000 talare, som vid sidan av franska är officiellt språk samt även det största inhemska språket i Franska Polynesien. Tahitiska används också som lingua franca och har påverkat bland andra språken tuamotu och mangareva i området. Orsaken till detta är sk. tahitisation på 1800-talet då kristendomen började spridas från kungariket Tahiti till andra delar av Franska Polynesien efter kungen Pōmare II konverterade till kristendomen.
Språket används inom skolan och i massmedier i Franska Polynesien.

## Fonologi

### Konsonanter
|           | Labial | Alveolar | Glottal |
| --------- | ------ | -------- | ------- |
| Klusil    | p      | t        | ʔ       |
| Nasal     | m      | n        |         |
| Frikativ  | f \| v |          | h       |
| Tremulant |        | r        |         |

Efter vokaler O och U realiseras konsonanter F, H och V på följande sätt: [ɸ], [ʃ] och [β].  
Källa:

### Vokaler
|              | Främre | Central | Bakre |
| ------------ | ------ | ------- | ----- |
| Sluten       | i      |         | u     |
| Mellansluten | e      |         | o     |
| Öppen        |        | a       |       |

Källa:

## Lexikon och grammatik
Några enkla fraser:
| Tahitiska      | Svenska       |
| -------------- | ------------- |
| ‘Ia ora na!    | Godmorgon!    |
| Mauruuru       | Tack          |
| E aha te huru? | Hur är läget? |
| E / ‘oia       | ja            |
| ‘Aita          | nej           |

Ordföljden i tahitiska brukar vara verb-subjekt-objekt men också verb-objekt-subjekt är möjligt i vissa fall.
Räkneord 1-10 på tahitiska:
| 1    | 2    | 3    | 4    | 5   | 6   | 7    | 8    | 9   | 10    |
| ---- | ---- | ---- | ---- | --- | --- | ---- | ---- | --- | ----- |
| ho‘e | piti | toru | maha | pae | ono | hitu | va‘u | iva | ahuru |